# Werner Liebrich
Werner Liebrich (18. leden 1927, Kaiserslautern – 20. březen 1995, Kaiserslautern) byl německý fotbalista, který reprezentoval Německou spolkovou republiku. Nastupoval především na postu obránce.
S německou reprezentací se stal mistrem světa roku 1954, na vítězném šampionátu odehrál čtyři ze šesti utkání. V národním týmu působil v letech 1951–1956, za tu dobu v něm odehrál 16 zápasů.
Celou svou kariéru (1943–1962) strávil v klubu 1. FC Kaiserslautern. Dvakrát s ním vyhrál německé mistrovství (1951, 1953).